# Ortolf Vivšniški (Weißeneški)
Ortolf Vivšniški  (Weißeneški) (* ok. 1300; † 12. avgust 1365 v Salzburgu) je bil Salzburški nadškof v 14. stoletju in prvi regent z naslovom knezo-nadškof (latinsko: archiepiscopus et princeps).

## Izvor in rodbina
Ortolf izhaja iz koroške plemiške rodbine Vivšniških ali Vivšnikov (nemško: Weißeneck, Weißenegg), katerih matični grad je bil grad Vivšnik. Vivšniški so bili ministeriali Bamberških škofov na Koroškem. V pisnih virih se okoli leta 1120 omenja vitez Wülfing iz „Wizzenecka“. Nato je leta 1243 v listini salzburškega nadškofa Eberharda II. omenjen neki gospod »de Wizenekke«. Med 1244 in 1264 je nekajkrat omenjen Dietmar Wizzenegg, ministerial bamberških škofov, nekateri pa tudi salzburški ministeriali. Ortolfov oče Hartneid je okoli leta 1300 zgradil grad Hartneidstein, kjer so po njegovi smrti ostali in dedogali trije od sedmih sinov, Dietmar, Oton in Henrik. Otonu je za zvesto služenje že leta 1311 češki kralj Henrik (goriški) podelil njemu in njegovim dedičem službo skrbnika cerkve v Salzburgu, ki je pripada Henrikovim prednikom kot zakoniti fevd. Ditmar in Hartnid z Vivšnika (Weisseneck) sta leta 1312 pridobila Črni grad (Hohenwart). Dediči izvornega družinskega gradu Vivšnik pri Rudi na Koroškem pa so bili drugi štirje sinovi: poleg Ortolfa še Gotfrid in Ulrik III., ki so se posvetili cerkvenemu življenju, saj je bil Gotfrid med leti 1342-62 škof v Passavu, Ulrik pa protiškof v Krki (1351-55) in potem od 1355-72 sekovski škof. Tretji brat Hartnid IV. je bil v letih 1353-55  Obe rodbinski posesti oziroma oba gradova sta bila prodana leta 1331 oz. 1332 gospodom Walseejskim. Rodbina je izumrla leta 1596.

## Življenje in delovanje
Ortolf se je šolal na Univerzi v Bologni, kjer je bil leta 1318 izvoljen tudi za prokurista nemškega naroda. Takrat je tudi postal kanonik v Salzburgu. V naslednjih letih je imel različne položaje v salzburškem stolnem kapitlju, ki ga je leta 1343 izvolil tudi za stolnega prošta in le nekaj mesecev kasneje za nadškofa. Ortolfovi izvolitvi pa je zlahka sledila potrditev papeža Klemna V. v Avignonu januarja 1344. 
Leta 1351 je nadškof Ortolf, v soglasju s stolnim kapitljem, za naslednika umrlega škofa v Krški škofiji imenoval svojega brata Ulrika Vivšniškega (Weißenecka) za škofa, vendar ne da bi o tem obvestil papeža, in ga celo posvetil za škofa. Na pobudo madžarskega kralja Ludvika je papež Klemen VI. imenoval Pavla Jägerndorfskega. Kapitelj in krški ministeriali so nato zasedli škofijske gradove in papež je oglejskemu patriarhu naročil, naj ukrepa proti upornikom. Prisiljeni so bili popustiti in končno priznali Pavla za škofa.
Kot salzburški nadškof je nadaljeval prohabsburško politiko svojih predhodnikov, ostal nevtralen z Albrehtom II. v sporih med Wittelsbachi in Luksemburžani. Zaradi tega je regalije prejel šele leta 1348 od Karla IV. po smrti cesarja Ludvika. Njegovo vladavino so zaznamovali pogosti spori s sosedi Spodnjimi Bavarci. Vojvoda Štefan II., ki je oživil stare mejne spore (nad sodišči Wildenecka in Walda ter advokatstvom nad okrožjema Mondsee in Chiemgau) (1352), pa tudi s salzburškimi ministeriali v Tannu (1357), ki so se borili proti nadškofu. Ortolfovo odločno podporo Habsburžanom vidimo v tem, da je v kuriji si je prizadeval za legalizacijo poroke Ludvika V. Tirolskega z Margareto Maultasch. Tako je bil delno odgovoren za to, da je slednji s prevzemom Tirolske pridobil odločilno prednost pred konkurenčnimi Wittelsbachi in da so deželo salzburških nadškofov obkrožile Habsburške dežele – zaradi česar škofje niso bili več sposobne nadaljnje neodvisne politike. 
Ortolf je več pozornosti namenil tudi gospodarskim razmeram v salzburški nadškofiji (med drugim je izdal nove zemljiške urbarje za boljše upravljanje) in postavil temelje za učinkovito upravljanje dežele Salzburg v poznem srednjem veku. Že leta 1344 je izdal obnovljene rudarske predpise; leta 1353 je izboljšal sistem kovancev z imenovanjem florentinskega mojstra kovnice. V času njegovega vladanja je leta 1348 v Salzburgu pustošila kuga, "črna smrt", ki je večkrat bila izkoriščena za preganjanje Judov. 
Ortolf je umrl 12. avgusta 1365 in je pokopan v salzburški stolnici pred oltarjem Svete Trojice.